# Kaczaki
Kaczaki – wieś w Polsce, położona w województwie podkarpackim, w powiecie tarnobrzeskim, w gminie Baranów Sandomierski.
| SIMC    | Nazwa     | Rodzaj    |
| ------- | --------- | --------- |
| 0787610 | Chojaczki | część wsi |
| 0787649 | Gałka     | część wsi |
| 0787655 | Janówka   | część wsi |
| 0787744 | Podgóra   | część wsi |
| 0787750 | Podpołoń  | część wsi |
| 0787767 | Poręba    | część wsi |

Wieś została wydzielona z Ślęzaków w 1997 roku.
W latach 1975–1998 wieś należała administracyjnie do województwa tarnobrzeskiego.
Od 1950 r. we wsi działa Ochotnicza Straż Pożarna.
W miejscowości znajdują się cztery kapliczki i jeden krzyż przydrożny